# Fiszt (schronisko)
Fiszt (ros. Фишт) – schronisko turystyczne i baza namiotowa, położone na terytorium Rezerwatu Kaukaskiego, na trasie Wszechzwiązkowego Szlaku Turystycznego nr 30 między Przełęczą Ormiańską i Biełorieczeńską (Армянский и Белореченский перевал – Armianskij i Biełorieczenskij pieriewał).
Polana, na której jest położone schroinisko jest bardzo malownicza, przepływa przez nią rzeka Biełaja, a na północno-zachodniej stronie położone są szczyty Masywu Fiszt-Oszteńskiego. Schronisko zawiera domki dla turystów i miejsca do rozbijania obozów namiotowych. Postoje turystów w innych miejscach rezerwatu są zabronione. Na terenie schroniska wybudowane są miejsca dla ognisk, natryski, bufet. Śmieci zostawione przez turystów są wywożone z terytorium schroniska helikopterem.
Niektórzy turyści zostają tu na kilka dni, żeby zobaczyć lodowce Małego i Wielkiego Fiszta i wejść na góry Fiszt i Oszten.